# AutoNavi Holdings Limited
AutoNavi Software Co., Ltd. (упрощенный китайский :高 德 软件 有限公司; традиционный китайский :高 德 軟件 有限公司; пиньинь : Gāodé Ruǎnjiàn Yǒuxiàn Gōngsī) — китайский поставщик услуг веб-картографии, навигации и определения местоположения, основанный в 2001. Одна из её дочерних компаний, Beijing Mapabc Co. Ltd., представляет собой веб-сайт с картами в Китае. AutoNavi была приобретена Alibaba Group в 2014 году, и предлагает свои картографические сервисы в качестве мобильного приложения Amap. По-китайски он известен как Гаоде. AutoNavi предоставляет картографические данные в Google с 2006 года.
AutoNavi также предоставляет картографические данные Китая для Apple Maps, которая была представлена в iOS 6. Это доступно только в том случае, если устройство Apple находится в Китае.
Собственное картографическое приложение AutoNavi было лучшим мобильным картографическим приложением в Китае в 2012 году с более чем 100 миллионами пользователей.